# José María Lafuente López
José María Lafuente López (Barcelona, 18 de maig de 1921-31 de juliol de 2010) fou un polític balear d'UM primer i del PPIB després. També fou jurista i directiu del Reial Club Deportiu Mallorca.

## Trajectòria
Fill d'un militant de la Comunió Tradicionalista, es llicencià en dret i el 1946 es van establir a Mallorca. Va treballar com a gerent del Correo de Mallorca i va defensor en judici de contrabandistes de tabac. Va ser inspector de Finances, professor de l'Escola Mercantil a Palma, catedràtic de la Universitat de les Illes Balears (UIB) i degà de la Facultat de Dret. També fou conseller dels hotels Sol Melià.
Afeccionat al futbol, de jovenet va jugar en el RCD Espanyol i formà part de la directiva del Reial Club Deportiu Mallorca en 1960 i en 1978-1979.
Políticament va començar a militar en Alianza Popular, però després es va vincular a Unió Mallorquina, partit amb el qual fou elegit diputat a les eleccions al Parlament de les Illes Balears de 1983, fou el primer senador per designació autonòmica entre el 1983 i el 1986, i formà part del Grup Parlamentari Popular, alhora que fou vocal de les Comissions d'Economia i Hisenda i de Justícia.
També fou el primer diputat balear elegit a les eleccions al Parlament Europeu de 1987. A les del 1989 es quedà sense sortir però aconseguí l'escó al 1991.